# Kepler-69c

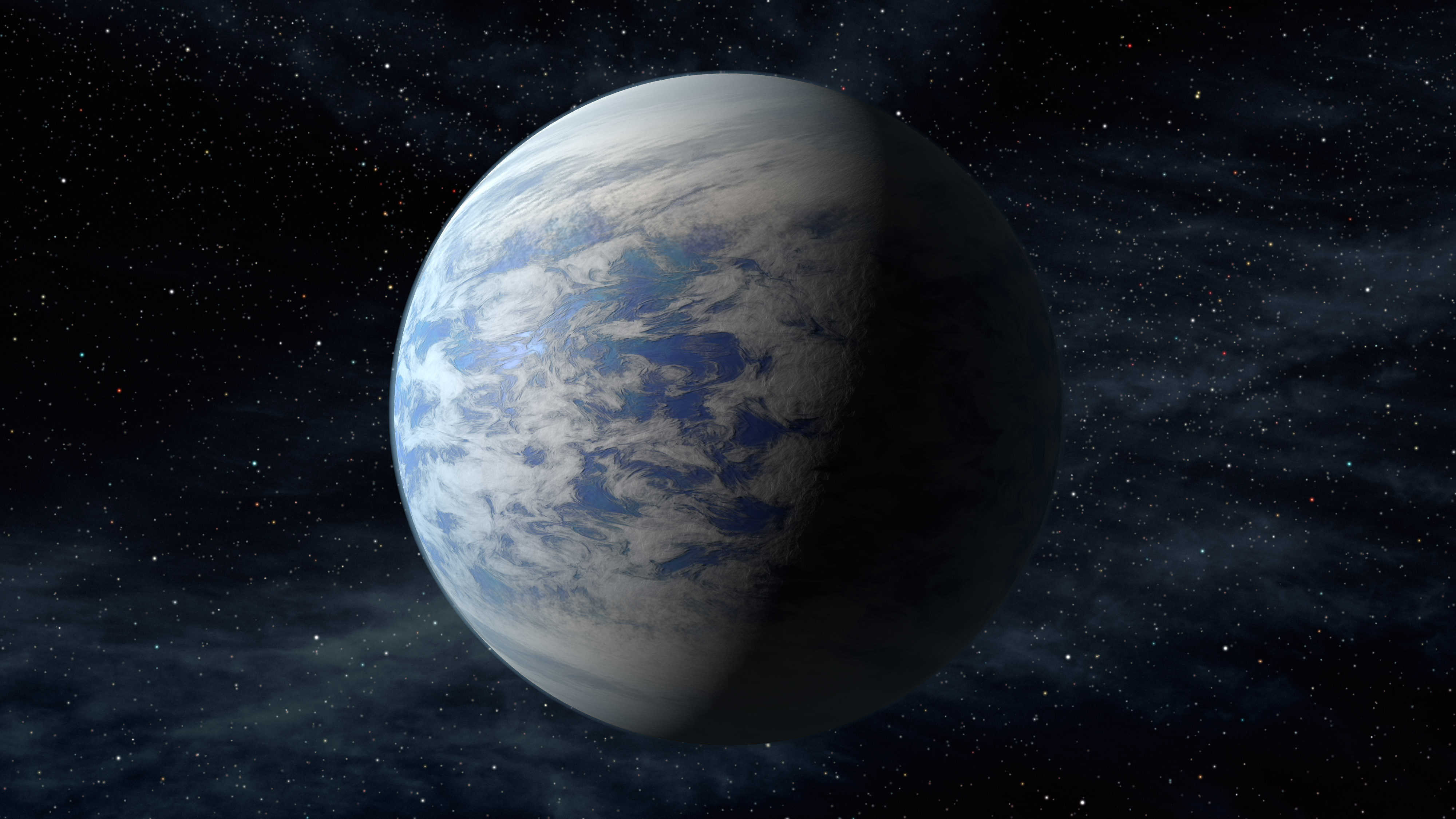
Impressão artística de Kepler-69c, um exoplaneta supervênus orbitando Kepler-69, uma estrela semelhante ao Sol.

Kepler-69c é um planeta extrassolar confirmado e que é uma superterra, cerca de 70% maior do que a Terra, orbitando Kepler-69, uma estrela anã amarela como o Sol, localizada a cerca de 2.700 anos-luz (830 pc) a partir da Terra, na constelação de Cygnus. O planeta foi descoberto pelo telescópio espacial Kepler da NASA, através do método de trânsito, quando o efeito de escurecimento que faz um planeta como ele quando cruza em frente da sua estrela é medido. É muito provável que Kepler-69c seja um planeta terrestre. A descoberta inicial do planeta foi anunciada em 7 de janeiro de 2013; a confirmação foi anunciada em 18 de abril de 2013. Apesar de ter sido inicialmente cogitado para estar na zona habitável, é agora pensado para representar um supervênus, análoga à Vênus, mas é mais maciço e, portanto, altamente improvável que ser habitável.

## Exoplaneta confirmado
Kepler-69c, uma superterra, tem um raio 1,7 vezes maior que o da Terra. O planeta orbita uma estrela semelhante ao Sol, chamada Kepler-69, uma vez a cada 242,5 dias.

## Habitabilidade
O planeta foi anunciado na mídia como sendo localizado dentro da "zona habitável" da estrela, uma região onde a água líquida pode existir na superfície do planeta. Ele foi descrito como sendo um planeta análogo à Terra, em termos de tamanho e temperatura já encontrado e, de acordo com os cientistas, um "excelente candidato para sediar vida alienígena". Devido a incertezas nos parâmetros estelares, as margens de erro sobre o valor do fluxo incidente neste planeta são bastante grande, em 1,91+0,43
−0,56 vezes o nível da terra. Usando os parâmetros nominais, o planeta é demasiado perto da estrela para ser habitável, embora as incertezas permitem a possibilidade de que possa efetivamente estar na região mais interna da zona habitável. Uma análise mais recente mostrou que o planeta é provável que mais análoga à Vênus, que é conhecido por ser um dos lugares mais inóspitos do Sistema Solar, e, portanto, pouco provável que seja habitável.

## Estrela hospedeira e sistema estelar

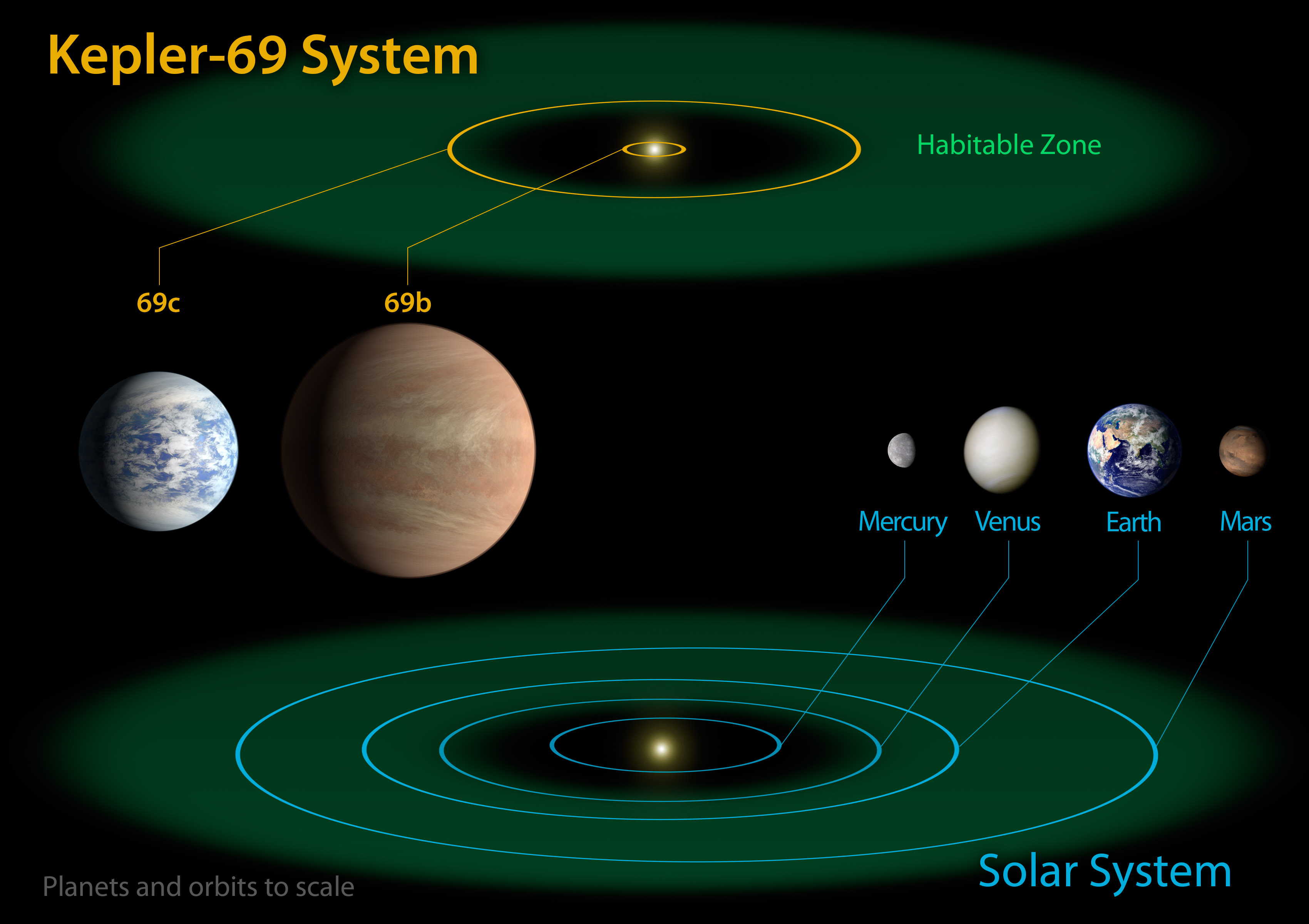
Comparação das dimensões dos planetas do sistema Kepler-69 com os planetas interiores do Sistema Solar.

A estrela hospedeira, Kepler-69 (KIC 8692861, 2MASS J19330262+4452080), é uma anã amarela um pouco mais fria do que o Sol. Em 18 de abril de 2013, foi anunciado que dois planetas orbitam Kepler-69: um planeta interior, Kepler-69b, e um planeta exterior, Kepler-69c. Kepler-69c está cerca de 70 milhões de milhas da sua estrela mãe (em comparação com 93 milhões de milhas entre a Terra e o Sol) e leva 242 dias para orbitar sua estrela (em comparação com os 365 dias da Terra).

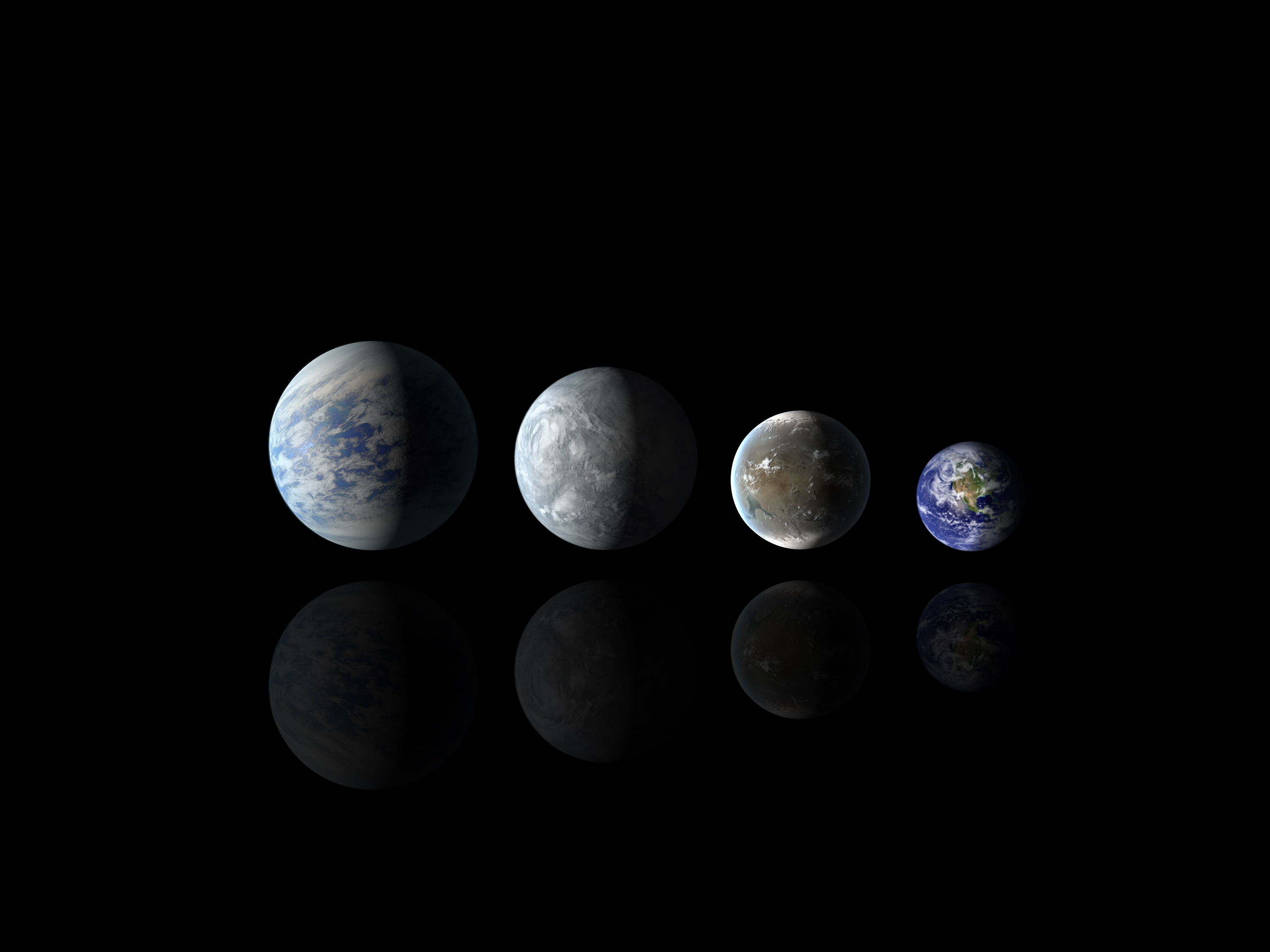
Comparação dos tamanhos dos planetas Kepler-69c, Kepler-62e, Kepler-62f e a Terra.